# Sötét érdestinóru
A sötét érdestinóru vagy sötét érdesnyelű tinóru (Leccinum pseudoscabrum) az osztatlan bazídiumú gombák (Homobasidiomycetes) osztályának tinórugomba-alkatúak (Boletales) rendjébe, ezen belül a tinórufélék (Boletaceae) családjába tartozó faj.

## Előfordulása
A sötét érdestinóru júniustól októberig az európai lomberdőkben, gyertyános-tölgyesekben gyakori.

## Megjelenése
A kalap 3-15 centiméter átmérőjű; először félgömb alakú, majd párnásan boltozatos, később némileg kiterül. Felszíne bőrszerű, szürke, szürkésbarna, sárgásbarna, olajbarna vagy feketés barna színű, szabályos szélén és a közepén gyakran okkersárga árnyalatokkal. A csöves rész eleinte piszkos-fehéres, majd sárgásszürke, törésre vagy érintésre ibolyás szürke lesz, a tönk körül öblösen bemélyed. A tönk 5-16 centiméter hosszú és 1-3 centiméter vastag. Kezdetben gyengén hasas, majd hengeresen megnyúlik. Felülete fehéres szürke, hosszanti rostos, felálló és sorokba rendezett pikkelykékkel borított. Fehéres húsa vágásra vagy törésre feketésre sötétül.

## Felhasználhatósága

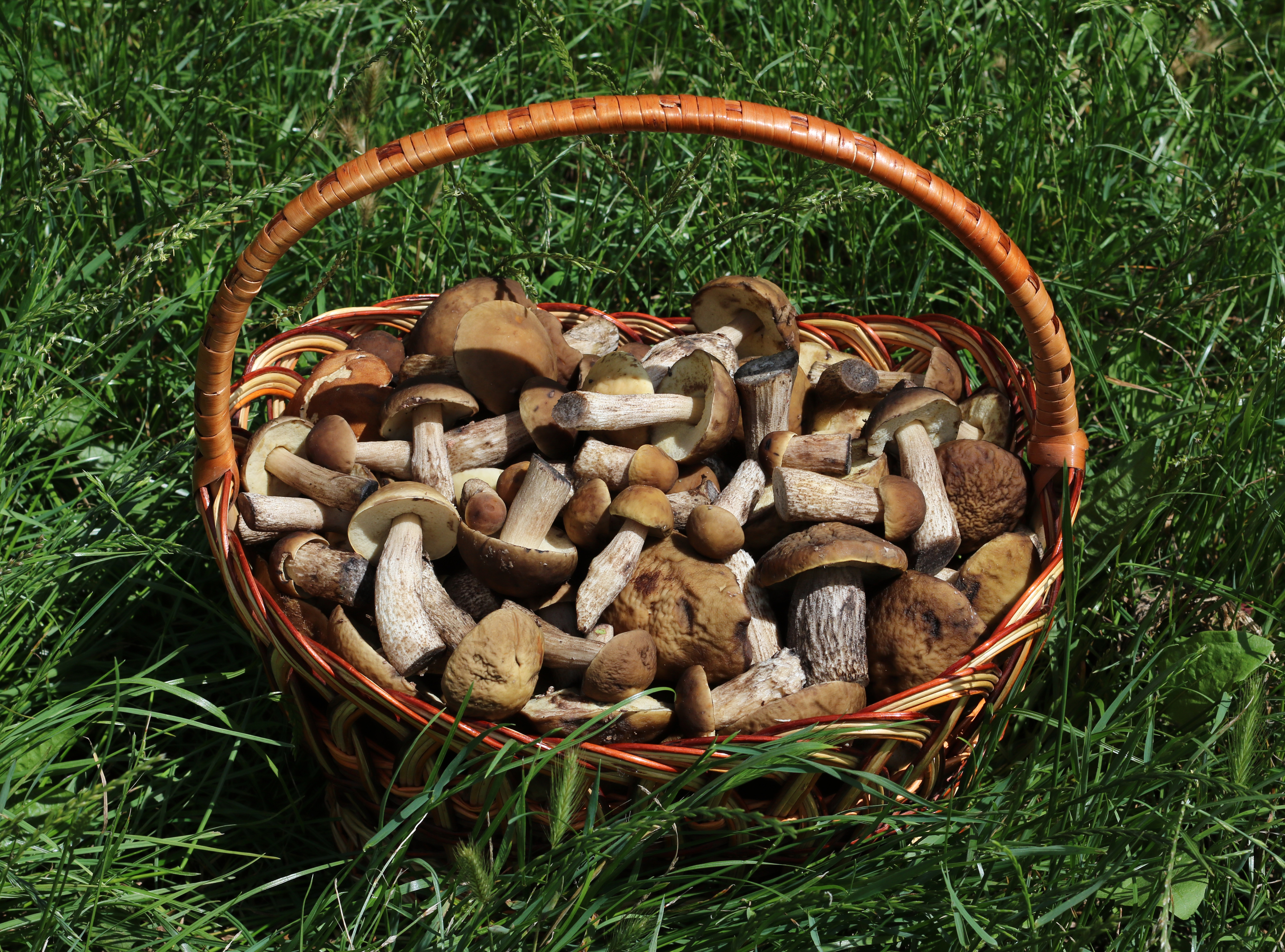
Egy kosárnyi sötét érdestinóru

A sötét érdestinóru ehető gomba. Mérgező gombákkal nem, de hasonló fajtájú tinórukkal könnyen összetéveszthető. Addig használható, amíg a gomba nem túl puha. Forró sós vízbe metélve nem feketedik meg.